# Cleveland Bridge & Engineering Co.
Cleveland Bridge UK Ltd. ist ein Stahlbauunternehmen mit Sitz in Darlington, County Durham, England.
Die wichtigsten Geschäftsfelder von Cleveland Bridge sind der Bau großer Stahlbrücken, die Verstärkung von Stahlbrücken und die Errichtung der Stahlbauten von Industrieanlagen, Raffinerien, Kraftwerken, Flughäfen, Bahnhöfen, Stadien, Hochhäusern, großen Hallen usw.

## Cleveland Bridge & Engineering Company
Das Unternehmen wurde 1877 in Darlington gegründet und wuchs vom kleinen Hersteller von Metallteilen zur Cleveland Bridge & Engineering Company, einem weltweit tätigen Brückenbauunternehmen.
1969 wurde die Gesellschaft vom Mischkonzern Trafalgar House übernommen, der 1982 auch Redpath Dorman Long übernahm und 1990 beide Unternehmen zu Cleveland Structural Engineering fusionierte.
Nach der Übernahme 1996 von Trafalgar House durch den norwegischen Konzern Kværner ASA wurde das Unternehmen in Kvaerner Cleveland Bridge umbenannt.
2000 wurde das Unternehmen durch einen Management-Buy-out aus dem Konzern herausgelöst. Als Cleveland Bridge wurde es kurz danach zum Teil der Al Rushaid Group in Al-Khobar, Saudi-Arabien. Es hat Tochterunternehmen in Dubai (Cleveland Bridge Middle East (Pte) Ltd.) und in Jubail (Cleveland Bridge Steel Company Ltd (Saudi Arabia)).

## Brückenbau
Einige der von Cleveland Bridge & Engineering Company gebauten Brücken sind:
| Brücke                                          | Ort                                 | Jahr der Fertigstellung | Bemerkungen                                            |
| ----------------------------------------------- | ----------------------------------- | ----------------------- | ------------------------------------------------------ |
| Victoria Falls Bridge                           | Livingstone, England                | 1906                    |                                                        |
| King Edward VII Bridge                          | Newcastle upon Tyne, Sambia         | 1905                    |                                                        |
| Waibaidu-Brücke                                 | Shanghai, Chinesisches Kaiserreich  | 1908                    |                                                        |
| King Edward VII Bridge                          | Newcastle upon Tyne, England        | 1908                    |                                                        |
| An-Nil-al-azraq-Brücke (Blauer-Nil-Brücke)      | Khartum, Sudan                      | 1909                    |                                                        |
| Schwebefähre Middlesbrough                      | Middlesbrough, England              | 1911                    |                                                        |
| Kusti-Eisenbahnbrücke                           | Kusti, Sudan                        | 1910                    | auch Goz-Abu-Goma-Brücke genannt                       |
| Ponte Dona Ana                                  | Sena, Mosambik                      | 1935                    | längste Eisenbahnbrücke Afrikas                        |
| Dritte Verrugas-Brücke / Puente Carrión         | Matucana (Peru)                     | 1937                    | Strecke der Ferrocarril Central Andino                 |
| Otto Beit Bridge                                | Chirundu (Sambia)                   | 1939                    |                                                        |
| Howrah Bridge                                   | Kalkutta                            | 1943                    |                                                        |
| Auckland Harbour Bridge                         | Auckland City                       | 1959                    | Joint Venture mit Dorman Long                          |
| Tamar Bridge                                    | Plymouth                            | 1961 + 2001             | Erweiterung in 2001                                    |
| Forth Road Bridge                               | Firth of Forth                      | 1964                    | JV mit Sir William Arrol / Dorman Long                 |
| Severn-Brücke                                   | bei Bristol                         | 1966                    | JV mit Sir William Arrol / Dorman Long                 |
| Wye Bridge                                      | bei Cardiff                         | 1968                    | Verlängerung der Severn Bridge                         |
| erste Bosporus-Brücke                           | Istanbul                            | 1973                    | JV Enka/Cleveland/Hochtief                             |
| Humber-Brücke                                   | Kingston upon Hull                  | 1981                    | JV mit Sir William Arrol / Dorman Long / John Thompson |
| Queen Elizabeth II Bridge                       | Dartford                            | 1991                    |                                                        |
| Verbreiterung der Rheinbrücke Köln-Rodenkirchen | Köln                                | 1994                    | ARGE Cleveland / Strabag / Thyssen Engineering         |
| Tsing-Ma-Brücke                                 | Hongkong                            | 1997                    | Subunternehmer                                         |
| Jiangyin-Brücke                                 | Jiangyin, Wuxi, Volksrepublik China | 1997                    | Brückendeck                                            |
| Carquinez-Brücke                                | Vallejo, San Francisco Bay Area     | 2003                    | in Joint Venture                                       |
| Rio-Andirrio-Brücke                             | Rio (Achaia), Griechenland          | 2004                    | Fahrbahnträger                                         |